# Calitri
Calitri est une commune de la province d'Avellino dans la région Campanie en Italie.

## Administration
| Période                                  | Période | Identité | Étiquette | Qualité |
| ---------------------------------------- | ------- | -------- | --------- | ------- |
|                                          |         |          |           |         |
| Les données manquantes sont à compléter. |         |          |           |         |

### Communes limitrophes
Andretta, Aquilonia, Atella, Bisaccia, Cairano, Pescopagano, Rapone, Rionero in Vulture, Ruvo del Monte

## Galerie

Vues de Calitri et de sa commune
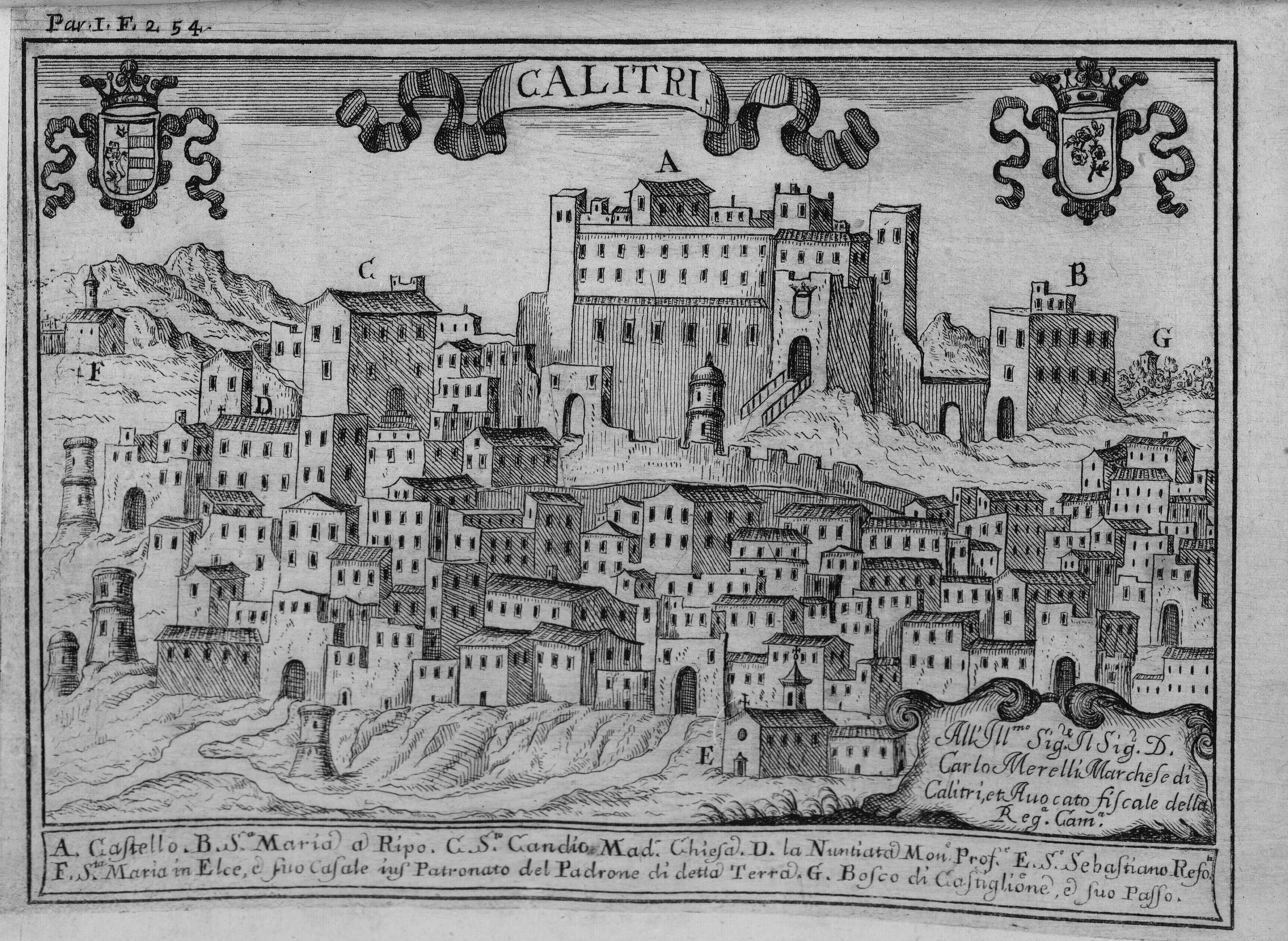
Vue de Calitri, gravure de Giovan Battista Pacichelli, Il Regno di Napoli in prospettiva, 1703.
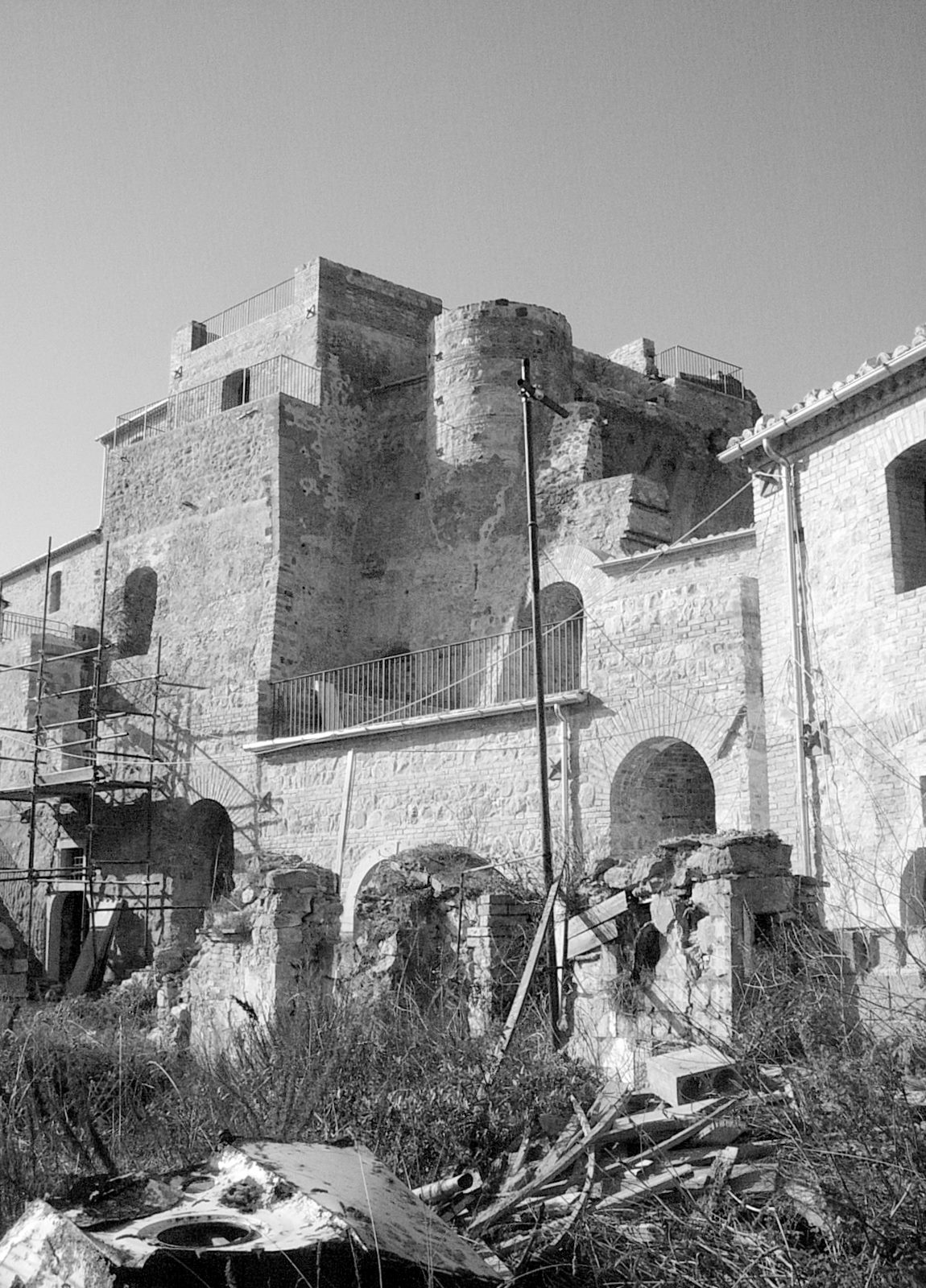
Château de Calitri, 2009.
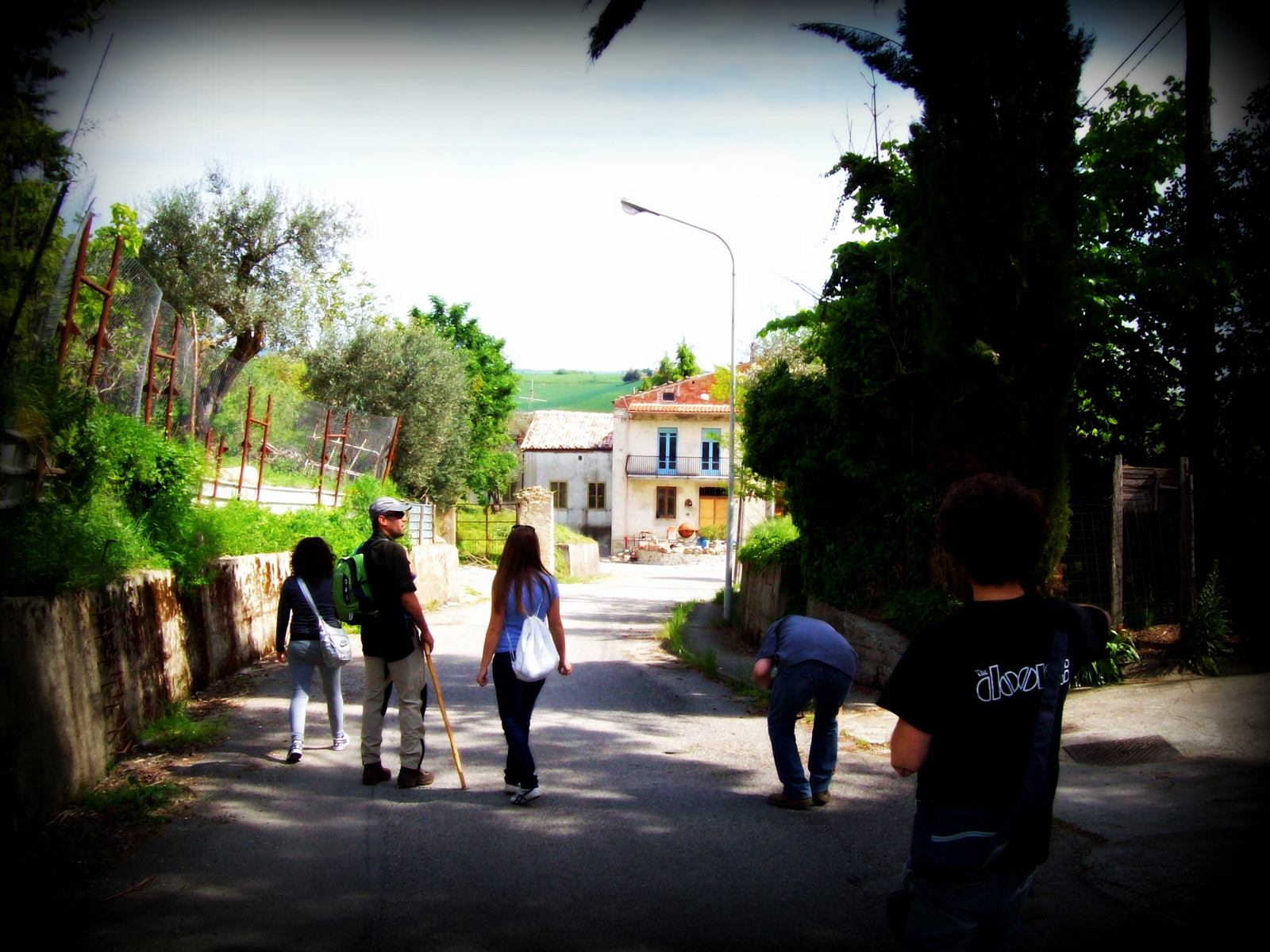
Maisons en 2012.
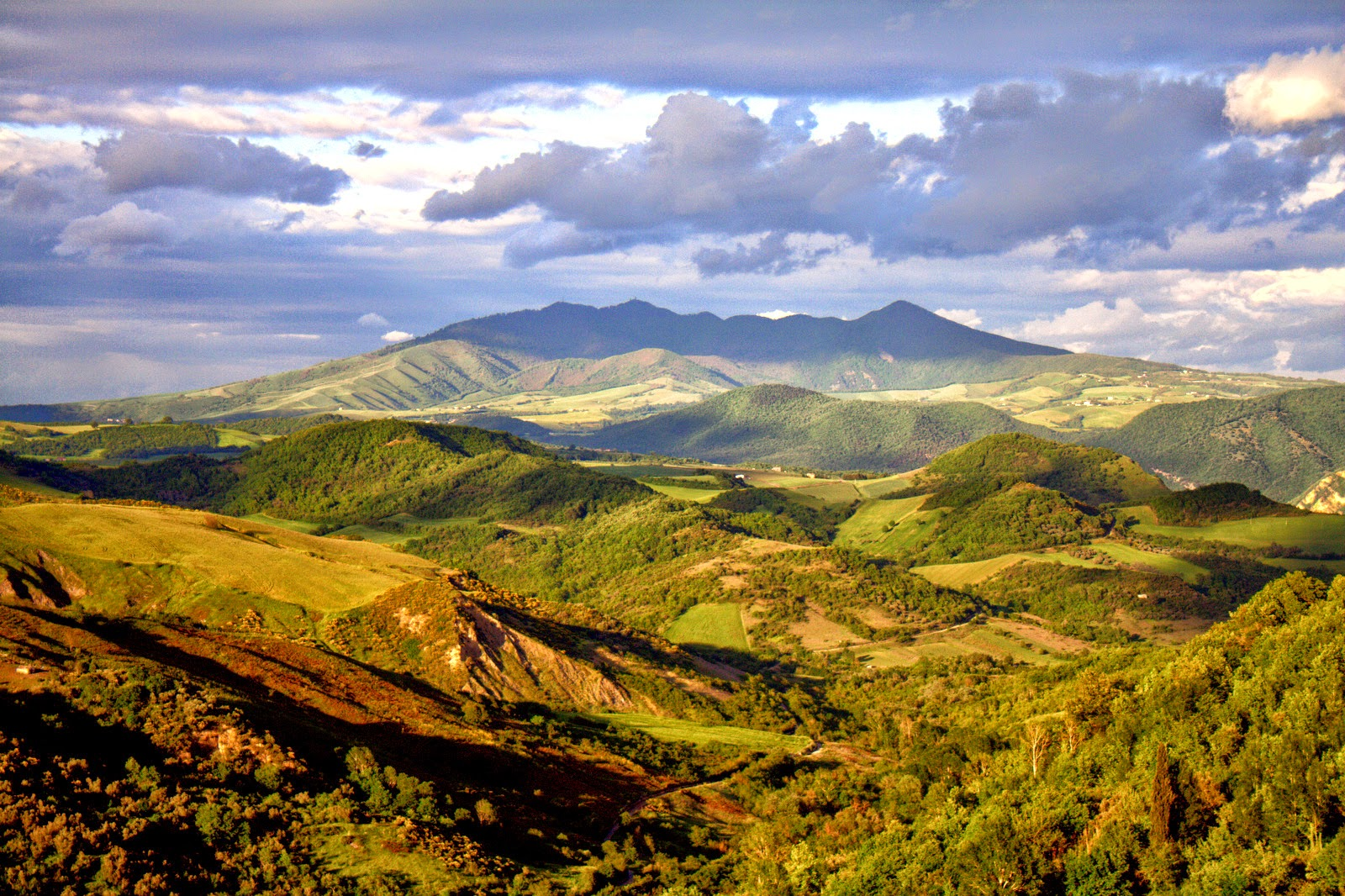
Montagnes autour de Calitri, 2012